# Everything You Do
"Everything You Do" é uma canção da banda pop M2M. Foi lançada em 5 de dezembro de 2000 pela Atlantic Records.

## Lançamento
M2M gravou e lançou a canção original "Everything You Do" em 2000, tendo os remixes oficiais dela lançados mais tarde. No meio daquele ano, a música foi regravada com novos vocais e cantada em espanhol, sendo intitulada "Todo Lo Que Haces". Essa versão foi incluída na edição especial asiática do álbum, lançado em janeiro de 2001, e, mais tarde, foi lançado na compilação dos mais maiores hits da dupla, The Day You Went Away: The Best of M2M.

## Paradas musicais

### Desempenho
| Parada (2001)                                                 | Melhor posição |
| ------------------------------------------------------------- | -------------- |
| Estados Unidos (Billboard Hot Dance Music/Maxi-Singles Sales) | 21             |